# Secondo tempo (film)
Secondo tempo è un film del 2010 diretto da Fabio Bastianello.

## Trama
Il film descrive la realtà degli Ultras negli stadi agli occhi di Nick, un poliziotto infiltrato da più di un anno che sta indagando su un gruppo di tifosi, in particolare viene descritta la violenza causata da un errore arbitrale al secondo tempo di una partita in trasferta.

## Realizzazione
Il film è stato girato in presa diretta presso lo Stadio Olimpico di Torino, dove hanno presenziato cento ultras del Torino.